# Iwan (Name)
Iwan (kyrillisch Иван, historisch Иоанн Ioann) oder Ivan ist eine slawische Variante des männlichen Vornamens Johannes.

## Wortherkunft und Schreibung
Der Name geht zurück auf das griechische ᾿Ιωάννης Iōánnēs (Johannes), was aus dem Hebräischen kommend „der Herr ist gnädig“ bedeutet. Über das kirchenslawische Іѡанъ Ioan ist das heutige Иван (Iwan) entstanden. Im Spanischen entspricht diesem der Name Juan.
Die Transkription aus dem kyrillischen Alphabet (z. B. aus dem Bulgarischen, Russischen, Ukrainischen) lautet im Deutschen Iwan. Mit lateinischen Lettern Ivan geschrieben, findet sich der Name z. B. im Kroatischen. Im englischsprachigen Raum wird der Name ebenfalls Ivan geschrieben, jedoch [ˈaivn] ausgesprochen.

## Varianten
Die weibliche Form ist Ivana, eine Koseform lautet Ivanka oder Iva.
- Iván, spanisch/ungarische Form
- Wanja, Wanka, russische Verkleinerungsformen
- Ivica, Iviša, kroatische Verkleinerungsformen; Ivo, Iko, kroatische Verkürzungen
- Ion, Ioan, Ionel und Ionuț, rumänische, teilweise auch bulgarische Formen
- Jan, westslawische Form
- Yvan, französische Form

## Verbreitung
Im slawischen Sprachraum ist der Name so häufig wie die Varianten Johannes im deutschen oder John im angloamerikanischen Sprachgebiet. Er gilt als der „typische russische Name schlechthin“ und ist umgangssprachlich auch eine Bezeichnung für Russen im Allgemeinen („Der Iwan“ als pars pro toto). Es hat in den Zeiten der beiden Weltkriege und des Kalten Krieges im Deutschen und Englischen eine etwas negative Konnotation bekommen (Ethnophaulismus), vergleichbar dem Fritz im Russischen und Englischen. Iwan Iwanowitsch Iwanow hat im Russischen die gleiche oder ähnliche Bedeutung wie Max Mustermann oder Otto Normalverbraucher im Deutschen.

## Bekannte Namensträger

### Heilige
- Heiliger Iwan († etwa 900), Einsiedler in Svatý Jan pod Skalou in Böhmen
- Heiliger Iwan Rilski (876–946), Einsiedler und Gründer des größten bulgarischen Klosters, des Rila-Klosters

### Herrscher

#### Bulgarien
- Iwan Wladislaw, Zar (1015–1018)
- Iwan Assen I., Zar (1186–1196)
- Iwan Assen II., Zar (1218–1241)
- Iwan Assen III., Zar (1279–1280)
- Iwan IV. Smilez, Zar (1298–1299)
- Iwan Stefan, Zar (1330–1331)
- Iwan Alexander, Zar (1331–1371)
- Iwan Schischman, Zar (1371–1393)
- Iwan Strazimir, Despot von Widin (1360–1396)

#### Montenegro
- Ivan I. Crnojević, Fürst von Montenegro (1465/1481–1490)
- Ivan II. Crnojević, Fürst von Montenegro (1514–1528)

#### Russland
- Iwan I., Großfürst (1328–1341)
- Iwan II., Großfürst (1353–1359)
- Iwan III., der Große, Großfürst (1462–1505)
- Iwan IV., der Schreckliche, Zar (1530–1584)
- Iwan V., Zar (1682–1696)
- Iwan VI., Zar (1740–1741)
- Wladimir Iwan, Fürst von Kiew (um 1300)

### Vorname

#### Iwan
- Iwan Bloch (1872–1922), deutscher Mediziner, Dermatovenerologe und Sexualforscher
- Iwan Chodulow (* 1994), bulgarischer Eishockeyspieler
- Iwan Demidow (* 1981), russischer Pokerspieler
- Iwan Franko (1856–1916), ukrainischer Schriftsteller, Journalist, Literaturkritiker und Übersetzer
- Iwan Ignatjew (* 1999), russischer Fußballspieler
- Iwan Alexandrowitsch Iljin (1883–1954), russischer Philosoph, Schriftsteller und Publizist, Gegner der Bolschewiki
- Iwan Jadeschka (* 1945), sowjetischer Basketballspieler, 1972 Olympiasieger und 1974 Weltmeister
- Iwan Konew (1897–1973), sowjetischer General im Zweiten Weltkrieg
- Iwan Kusmin (* 1962), russischer Ski-Orientierungsläufer
- Iwan Kusnezow (* 1996), russischer Skirennläufer
- Iwan Martschuk (* 1936), ukrainischer Maler
- Iwan Ohijenko (1882–1972), ukrainischer Linguist, Ethnograph, Historiker und Politiker sowie ukrainisch-orthodoxer Metropolit und Primas
- Iwan Pawlow (1849–1936), russischer Mediziner und Psychologe (Nobelpreis)
- Iwan Rheon (* 1985), britischer Schauspieler und Musiker
- Iwan Rickenbacher (* 1943), Schweizer Kommunikationsberater
- Iwan Turgenjew (1818–1883), einer der bedeutendsten russischen Schriftsteller
- Iwan Ursic (* 1976), Schweizer Handballspieler
- Iwan Wasow (1850–1921), bulgarischer Historiker, Dichter, Schriftsteller und Politiker
- Iwan Zichan (* 1976), belarussischer Hammerwerfer

#### Ivan
- Ivan Desny (1922–2002), französisch-deutscher Schauspieler russisch-schwedischer Herkunft
- Ivan Dodig (* 1985), bosnisch-herzegowinisch-kroatischer Tennisspieler
- Ivan Ergić (* 1981), serbischer Fußballspieler
- Ivan Gams (1923–2014), jugoslawisch-slowenischer Geograph und Hochschullehrer
- Ivica Horvat (1926–2012), kroatisch-jugoslawischer Fußballspieler und -trainer
- Ivan Illich (1926–2002), österreichischer Autor, Philosoph, Theologe und katholischer Priester
- Ivan Klasnić (* 1980), kroatischer Fußballspieler
- Ivan Lendl (* 1960), tschechischer Tennisspieler
- Ivan Leow (1982–2022), malaysischer Pokerspieler
- Ivan Lins (* 1945), brasilianischer Komponist, Pianist und Sänger
- Ivan Ljubičić (* 1979), kroatischer Tennisspieler und -trainer
- Ivan Merz (1896–1928), kroatischer römisch-katholischer Laie und Seliger der Kirche
- Ivan Nagel (1931–2012), deutscher Publizist und Theaterintendant ungarischer Herkunft
- Ivan M. Niven (1915–1999), US-amerikanisch-kanadischer Mathematiker, insbesondere Zahlentheoretiker
- Ivan Paunić (* 1987), serbischer Basketballspieler
- Ivan Pavićević, montenegrinische Handballschiedsrichter
- Ivan Perišić (* 1989), kroatischer Fußballspieler
- Ivan Rakitić (* 1988), kroatisch-schweizerischer Fußballspieler
- Ivan Reitman (1946–2022), kanadischer Filmregisseur und -produzent
- Ivan Santini (* 1989), kroatischer Fußballspieler
- Ivan Tričkovski (* 1987), nordmazedonischer Fußballspieler

### Familienname
- Alexa Iwan (* 1966), deutsche Ernährungswissenschaftlerin und TV-Moderatorin
- Andreas Ivan (* 1995), deutscher Fußballspieler
- Andrei Ivan (* 1997), rumänischer Fußballspieler
- Andrzej Iwan (1959–2022), polnischer Fußballspieler
- Cătălin Ivan (* 1978), rumänischer Politiker
- Dafydd Iwan (* 1943), walisischer Sänger
- Dávid Ivan (* 1995), slowakischer Fußballspieler
- Dumitru Ivan (1938–2015), rumänischer Fußballspieler
- Dušan Ivan (* 1966), slowakischer Fußballspieler
- Friedrich Iwan (1889–1967), deutscher Maler und Grafiker
- Ion Ivan-Roncea (* 1947), rumänischer Harfenist
- Marian Ivan (* 1969), rumänischer Fußballspieler
- Michal Ivan (* 1999), slowakischer Eishockeyspieler
- Nicolae Ivan (Fußballspieler) (1942–2018), rumänischer Fußballspieler und -trainer
- Nicolae Ivan (Schwimmer) (* 1975), rumänischer Schwimmer
- Paula Ivan (* 1963), rumänische Leichtathletin
- Petre Ivan (Fußballspieler, 1927) (* 1927), rumänischer Fußballspieler
- Petre Ivan (Fußballspieler, 1946) (* 1946), rumänischer Fußballspieler
- Rosalind Ivan (1880–1959), britische Schauspielerin
- Thomas Iwan (* 1985), deutscher Politiker (Die Linke)
- Tomasz Iwan (* 1971), polnischer Fußballspieler
- Tommy Ivan (1911–1999), kanadischer Eishockeytrainer und Funktionär
- Walter Iwan (1901–1982), deutscher Schriftsteller und Bibliothekar
- Wilfred D. Iwan (1935–2020), US-amerikanischer Bauingenieur

### Künstlername
- Ivan Rebroff (1931–2008), deutscher Sänger
- Ivan (* 1962), spanischer Sänger
- Ivan (* 1973), mit vollem Namen Ivan Carlos Batista Rubim, brasilianischer Fußballspieler

### Patronyme
- Iwanowitsch, (russisch: Иванович) bzw. auch Ivanovitsch, Ivanovič, Ivanović geschrieben ist der Vatername von Iwan
- Iwanow ist der daraus als Patronym entstandene häufige russische Familienname

### Toponyme
- Sweti Iwan, eine bulgarische Schwarzmeerinsel vor der Stadt Sosopol.
- Iwanowo (russisch: Иваново), russischer und bulgarischer (Iwanowo – bulgarisch Иваново) Ortsname von Iwan (Иван).
- Ivanovice, Ivančice, Ivaň und Ivaň na Hané sind tschechische Ortsnamen von Ivan